# سنو کولیبالی
سنو کولیبالی (انگلیسی: Senou Coulibaly؛ زادهٔ ۴ سپتامبر ۱۹۹۴) بازیکن فوتبال اهل فرانسه است.
از باشگاه‌هایی که در آن بازی کرده‌است می‌توان به باشگاه فوتبال دیژون اشاره کرد.
وی همچنین در تیم ملی فوتبال مالی بازی کرده‌است.